# ジョーンズ郡 (ミシシッピ州)
ジョーンズ郡（英: Jones County）は、アメリカ合衆国ミシシッピ州の郡である。人口は6万7246人（2020年）。郡庁所在地はローレル、およびエリスビルの2つである。
ジョーンズ郡はローレル都市圏に属している。

## 歴史
ジョーンズ郡は1826年1月24日に、コビントン郡とウェイン郡の一部を合わせて設立され、郡名はジョン・ポール・ジョーンズに因んで名付けられた。アメリカ合衆国内には他にもジョーンズ郡があるが、ジョン・ポール・ジョーンズに因む命名はこの郡だけである。郡庁所在地のエリスビルはミシシッピ州議会議員であり、ポカホンタスの直系子孫だと主張したポウハタン・エリスに因む命名だった。1830年代から1840年代の経済的不況の時代にミシシッピ州南部から主にテキサス州への住民の脱出が起こり、"GTT" ("Gone to Texas") というスローガンが流行った。
南北戦争の時代、ジョーンズ郡や隣接郡、特に西隣のコビントン郡は南軍脱走兵の隠れ家になった。自称「大尉」のニュートン・ナイトが率いる脱走兵集団は、自らをナイトの中隊と呼び、脱走容疑で逮捕のために派遣された州や南軍の部隊と散発的な戦闘を行った。ナイト大尉の「反乱」が、ジョーンズ郡はアメリカ連合国から脱退し、「ジョーンズ自由州」と呼ぶ政体を設立したといわれるが実際に脱退したかについては学者の間で争いがある。（2016年、『ニュートン・ナイト 自由の旗をかかげた男』として映画化）。

## 地理
アメリカ合衆国国勢調査局に拠れば、郡域全面積は699.73平方マイル (1,812.3 km2)であり、このうち陸地693.82平方マイル (1,797.0 km2)、水域は5.91平方マイル (15.3 km2)で水域率は0.84%である。

### 主要高規格道路
- 州間高速道路59号線
- アメリカ国道11号線
- アメリカ国道84号線
- ミシシッピ州道15号線
- ミシシッピ州道28号線
- ミシシッピ州道29号線

### 空港
ハッティズバーグ・ローレル地域空港が郡内の未編入領域、モーゼル近くにある。

### 隣接する郡
- ジャスパー郡 - 北
- ウェイン郡 - 東
- ペリー郡 - 南東
- フォレスト郡 - 南西
- コビントン郡 - 西
- スミス郡 - 北西

### 国立保護地域
- デソト国立の森（部分）

## 人口動態
以下は2000年国勢調査による人口統計データである。
| 基礎データ - 人口: 64,958人 - 世帯数: 24,275 世帯 - 家族数: 17,550 家族 - 人口密度: 36人/km2（94人/mi2） - 住居数: 26,921軒 - 住居密度: 15軒/km2（39軒/mi2） 人種別人口構成 - 白人: 71.11% - アフリカン・アメリカン: 26.34% - ネイティブ・アメリカン: 0.39% - アジア人: 0.27% - 太平洋諸島系: 0.01% - その他の人種: 1.41% - 混血: 0.48% - ヒスパニック・ラテン系: 1.96% 年齢別人口構成 - 18歳未満: 25.8% - 18-24歳: 10.5% - 25-44歳: 27.3% - 45-64歳: 22.2% - 65歳以上: 14.2% - 年齢の中央値: 36歳 - 性比（女性100人あたり男性の人口） - 総人口: 93.7 - 18歳以上: 90.1 | 世帯と家族（対世帯数） - 18歳未満の子供がいる: 32.6% - 結婚・同居している夫婦: 53.0% - 未婚・離婚・死別女性が世帯主: 15.1% - 非家族世帯: 27.7% - 単身世帯: 24.4% - 65歳以上の老人1人暮らし: 11.0% - 平均構成人数 - 世帯: 2.61人 - 家族: 3.08人 収入と家計 - 収入の中央値 - 世帯: 28,786米ドル - 家族: 34,465米ドル - 性別 - 男性: 28,273米ドル - 女性: 19,405米ドル - 人口1人あたり収入: 14,820米ドル - 貧困線以下 - 対人口: 19.8% - 対家族数: 14.3% - 18歳未満: 25.0% - 65歳以上: 16.8% |

## 州政府の機関
ミシシッピ州心療省南ミシシッピ州立病院危機介入センターがローレル市とジョーンズ郡にある。

## 著名な出身者
- ラルフ・ボストン、陸上競技選手、ローマオリンピックの金メダリスト
- ランス・バス、歌手、イン・シンクのメンバー
- パーカー・ポージー、女優